# 野波治平太
野波 治平太（のなみ じへいた、1884年〈明治17年〉2月17日 - 没年不明）は、日本の醸造家、鳥取県多額納税者、野波商店経営主。

## 人物
鳥取県米子市の醤油醸造業者である。1941年11月3日、善行者として表彰を受ける。貴族院多額納税者議員選挙の互選資格を有する。住所は鳥取県米子市法勝寺町。

## 家族
野波家
- 息子・俊次（山陽国策パルプ勤務）[11]
  - 同妻（ユニチカ社長坂口二郎の二女）[12]